# Уразгалі
Уразга́лі (каз. Оразғали) — село у складі Казталовського району Західноказахстанської області Казахстану. Входить до складу Коктерецького сільського округу.
У радянські часи село називалось Оразгалі.
Населення — 157 осіб (2021; 153 у 2009, 176 у 1999, 211 у 1989).